# Brünisried
Brünisried is een gemeente en plaats in het Zwitserse kanton Fribourg, en maakt deel uit van het district Sense.
Brünisried telt 658 inwoners.